# مارک پلت (رقصنده)
مارک پلت (انگلیسی: Marc Platt; ۲ دسامبر ۱۹۱۳ – ۲۹ مارس ۲۰۱۴) هنرپیشه، طراح رقص، بالرین، بازیگر تئاتر، بازیگر تلویزیون، و بازیگر سینما اهل ایالات متحده آمریکا بود.
از فیلم‌ها یا برنامه‌های تلویزیونی که وی در آن نقش داشته‌است می‌توان به هفت عروس برای هفت برادر، اکلاهما! اشاره کرد.